# Боуден, Норрис
Норрис Боуден (англ. Norris Bowden; 13 августа 1926, Торонто, Онтарио, Канада — 9 апреля 1991) — канадский фигурист, выступавший в парном катании. В паре с Фрэнсис Дефо — четырёхкратный чемпион Канады (1952-1955), двукратный чемпион мира (1954-1955) и серебряный призёр зимних Олимпийских игр 1956. Н. Боуден также чемпион Канады 1947 в одиночном катании и чемпион Канады в 1952 году в танцах на льду с Ф. Дефо.
Дефо и Боуден — первые канадские фигуристы, завоевавшие титул чемпионов мира в парном катании. Они первыми выполнили такие ставшие затем обязательными элементы, как подкрутка и поддержка выше плечевого пояса — лассо. После завершения спортивной карьеры работал в страховом бизнесе и организовал детский благотворительный фонд.

## Результаты

### Одиночное катание
| Соревнования                                    | 1943 | 1944 | 1946 | 1947 |
| ----------------------------------------------- | ---- | ---- | ---- | ---- |
| Чемпионаты Канады                               |      |      | 2    | 1    |
| Первенство Канады по фигурному катанию (юниоры) | 2    | 2    |      |      |

### Парное катание
(с Ф. Дефо)
| Соревнования                | 1951 | 1952 | 1953 | 1954 | 1955 | 1956 |
| --------------------------- | ---- | ---- | ---- | ---- | ---- | ---- |
| Зимние Олимпийские игры     |      | 5    |      |      |      | 2    |
| Чемпионаты мира             |      | 4    | 2    | 1    | 1    | 2    |
| Чемпионаты Северной Америки |      |      | 1    |      | 1    |      |
| Чемпионаты Канады           | 2    | 1    | 1    | 1    | 1    |      |

### Танцы на льду
(с Ф. Дефо)
| Соревнования      | 1950 | 1951 | 1952 |
| ----------------- | ---- | ---- | ---- |
| Чемпионаты Канады | 3    | 3    | 1    |